# Heinrich von Goßler

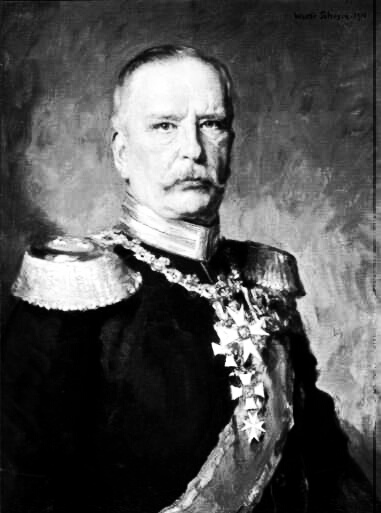
Heinrich von Goßler

Heinrich Wilhelm Martin von Goßler (Weißenfels, 29 de Setembro de 1841 — Berlin-Wilmersdorf, 10 de Janeiro de 1927) foi um general-de-infantaria e ministro da guerra da Prússia.
Goßler ingressou no 1º Regimento de Infantaria em 1860 - foi promovido a segundo-tenente no ano seguinte - participou da Guerra Austro-Prussiana em 1866 e lutou com distinção durante a Guerra Franco-Prussiana (1870). Recebeu o comando do Ministério da Guerra em 14 de Agosto de 1896.